# Distretto di Nanming
Il distretto di Nanming (南明区S) è un distretto della Cina, situato nella provincia del Guizhou e amministrato dalla prefettura di Guiyang.